# Webbportal
Uttrycket webbportal var populärt att använda när man i slutet av 1990-talet talade om webbplatser på internet och kan ha lite olika betydelse beroende på vem man frågar. En portal i den här betydelsen är en startpunkt till internetresurser med en samling ingångar ut till internet på en och samma webbplats för att locka till sig många besökare. En webbportal innehåller möjlighet att både söka efter webbsidor via ett sökmotorindex och efter kategoriserade länkar via en länkkatalog.
En webbportal erbjuder också kringtjänster, som till exempel gratis e-post, webbhotell, almanacka, nyheter och väder. Det är just detta som skiljer en länkkatalog eller sökmotor från en portal. Yahoo, MSN, Passagen, Torget.se och Spray.se är exempel på webbportaler. Man brukar också prata om en portalisering av webben, dvs. att fler och fler webbplatser, speciellt söktjänster, lägger till kringtjänster för att dra till sig fler internetanvändare. 

## Definition
Begreppet har definierats av Språkrådets datatermgrupp som "webbsida med ingångar till ett stort utbud av tjänster".

## Microsofts argument
De argument Microsoft använt för att locka företag att investera i en portalserver var enligt Computer Sweden (2003) följande:
- ge användarna överblick
- snabb åtkomst till information
- dela på kunskap
- dra nytta av det intellektuella kapitalet
- sammanfoga information från flera källor
- tillhandahåll gränssnitt där användarna själva kan utföra vanliga åtgärder

## Andra betydelser
"Webbportal" används ibland med syftning på webbplatser med många kringtjänster men utan webbkatalog eller internetsökmotor, ofta inriktade mot ett visst ämne eller företeelse. Exempel är Studentportalen. Om dessa har ämnesspecifika sökfunktioner mot Internet via sökmotor eller länkkatalog kan de snarare kallas ämnesportaler.

## Utveckling
Intresset för att skapa webbportaler var stort i mitten och slutet av 1990-talet. I Sverige skapade exempelvis både Posten och Telia varsin webbportal; Torget.se respektive Passagen. Målet med portalerna var att lotsa svenskarna ut på internet, som då fortfarande var nytt, och därigenom tjäna pengar på internet. Postens mål med Torget var att förmedla paket när folk e-handlar medan Telia hoppades kunna sälja samtalsminuter. Efter att IT-bubblan spruckit minskade intresset att satsa kapital på att bygga upp webbportaler.